# Danlamp
Die Danlamp A/S ist ein dänisches Unternehmen, das seit 1931 Glühlampen herstellt. Der Hauptsitz der Aktiengesellschaft befindet sich in der Stadt Aabenraa.
Danlamp ist heute der einzige Glühlampenhersteller in Dänemark. Der ursprüngliche Name war „Dansk Glødelampefabrik A/S“. Sie produzierte alle gängigen Glühfadenlampen von 10 bis 300 Watt. In den frühen 1950er Jahren wurde das Werk in Aabenraa automatisiert.

## Geschichte
Im Jahr 1966 kaufte der dänische Unternehmer Søren Madsen die Glødelampefabrik A/S und nahm entscheidenden Einfluss auf die weitere Entwicklung des Unternehmens. Seine Firma in Kopenhagen produzierte bereits Leuchten unter dem Markennamen SM für den Haushaltsbereich. Madsen investierte in Sondermaschinen und Prüfeinrichtungen und änderte die Strategie wegen des verschärften Wettbewerbs auf dem  Glühlampenweltmarkt. Er führte die Produktion von Speziallampen ein. Der Fokus lag nun auf internationalen Nischenmärkten für die Entwicklung und Produktion von Spezialglühlampen. Madsen führte eine Reihe von Laternen für Schiffe und Lampen für Lichtsignalanlagen ein. Die Danlamp-Laternen erhielten Genehmigungen von mehreren internationalen Standardorganisationen für Schiffsausrüstungen. Unter anderem sind Danlamp-Leuchtmittel sind auch als Ersatz für ältere Schiffsleuchten zugelassen.
Unter Madsen entwickelte Danlamp auch Niederspannungsverkehrssignalleuchten, die heute noch in Nordeuropa verwendet werden, sowie Signallampen für Eisenbahnen. 1998 änderte das Unternehmen seinen Namen in „Danlamp A/S“. Im Jahre 2007 übernahm der ehemalige Produktionsleiter Jan Vesterlund die Gesamtleitung der Danlamp A/S.
Danlamp liefert heute Leuchtmittel für Ampeln in Österreich, Schweden und Dänemark und für Eisenbahnsignale in England, Norwegen und Dänemark. Danlamp ist darüber hinaus einer der führenden Anbieter von Signalleuchten für die Schifffahrt und liefert Navigationsleuchten für alle Schiffstypen, sowohl Handelsschiffe als auch Sportboote, und ist das führende Unternehmen als Zulieferer für Hella, Aqua Signal und Perko.